# Równanie Lapunowa
Równanie Lapunowa – w teorii sterowania to jedno z następujących równań:
- dyskretne równanie Lapunowa:

{\displaystyle AXA^{H}-X+Q=0,}
gdzie {\displaystyle Q} jest macierzą hermitowską, a {\displaystyle A^{H}} jest transpozycją sprzężoną macierzy {\displaystyle A;}
- dyskretne równanie Lapunowa w postaci:

{\displaystyle AX+XA^{H}+Q=0.}
Równania Lapunowa występują w wielu zagadnieniach teorii sterowania takich jak analiza stabilności Lapunowa i sterowanie optymalne (zob. algebraiczne równanie Riccatiego).

## Zastosowanie do stabilności
W poniższych twierdzeniach {\displaystyle A,P,Q\in \mathbb {R} ^{n\times n},} i {\displaystyle P} oraz {\displaystyle Q} są symetryczne. Notacja {\displaystyle P>0} oznacza, że macierz {\displaystyle P} jest macierzą dodatnio określoną.

### Twierdzenie dla przypadku czasu ciągłego
Jeśli istnieje {\displaystyle P>0} i {\displaystyle Q>0} spełniająca {\displaystyle A^{T}P+PA+Q=0,} wówczas układ liniowy {\displaystyle {\dot {x}}=Ax} jest globalnie asymptotycznie stabilny. Funkcja kwadratowa {\displaystyle V(z)=z^{T}Pz} jest funkcją Lapunowa, która może być użyta do weryfikacji stabilności.

### Twierdzenie dla przypadku czasu dyskretnego
Jeśli istnieje {\displaystyle P>0} i {\displaystyle Q>0} spełniająca {\displaystyle A^{T}PA-P+Q=0,} wówczas układ liniowy {\displaystyle x(t+1)=Ax(t)} jest globalnie asymptotycznie stabilny. Podobnie jak w twierdzeniu powyżej {\displaystyle z^{T}Pz} jest funkcją Lapunowa.

## Aspekty obliczeniowe rozwiązań
Korzystając z uzupełnienia Schura, dyskretne równanie Lapunowa można zapisać w postaci:
{\displaystyle {\begin{bmatrix}X^{-1}&A\\A^{H}&X-Q\end{bmatrix}}=0}
lub równoważnie:
{\displaystyle {\begin{bmatrix}X&XA\\A^{H}X&X-Q\end{bmatrix}}=0.}
Przy rozwiązywaniu równań Lapunowa można posłużyć się dostępnym specjalistycznym oprogramowaniem. W przypadku dyskretnym często stosuje się metodę Schura podaną przez Kitagawa (1977). W przypadku ciągłym można posłużyć się metodą Bartelsa i Stewarta (1972).

## Rozwiązanie analityczne
Dla równań dyskretnych czasu dyskretnego istnieje rozwiązanie analityczne. Definiuje się operator {\displaystyle \operatorname {vec} (A)} jako złożenie kolumn macierzy {\displaystyle A} (zob. wektoryzacja). Ponadto definiuje się {\displaystyle kron(A,B)} jako iloczyn Kroneckera macierzy {\displaystyle A} i {\displaystyle B.} Korzystając z następującego wyniku:
{\displaystyle \operatorname {vec} (ABC)=kron(C^{T},A)\operatorname {vec} (B),}
otrzymuje się:
{\displaystyle (I-kron(A^{T},A^{T}))\operatorname {vec} (X)=\operatorname {vec} (Q),}
gdzie {\displaystyle I} jest zgodną macierzą jednostkową.
Można wówczas znaleźć rozwiązanie {\displaystyle \operatorname {vec} (X)} przez odwrócenie lub przez rozwiązanie równań liniowych. Aby uzyskać {\displaystyle X} wystarczy odpowiednio przekształcić {\displaystyle \operatorname {vec} (X).}